# Prix Félix du groupe de l'année
 (décembre 2018).
Si vous disposez d'ouvrages ou d'articles de référence ou si vous connaissez des sites web de qualité traitant du thème abordé ici, merci de compléter l'article en donnant les références utiles à sa vérifiabilité et en les liant à la section « Notes et références ».
Cet article recense les lauréats du Prix Félix du groupe de l'année, remis à l'occasion du Gala annuel de l'Association québécoise de l'industrie du disque, du spectacle et de la vidéo (ADISQ) depuis 1979.
Avec un total de sept Félix, Les Cowboys Fringants (2003, 2004, 2011, 2020, 2021, 2023, 2024) sont les détenteurs du record de récompenses dans cette catégorie. 
Mes Aïeux (2007, 2009, 2010, 2012, 2013) ont récolté cinq Félix. Les Colocs (1993, 1994, 1999), quant à eux, ont remporté les honneurs trois fois. 
Corbeau (1981, 1982), Nuance (1986, 1987), Uzeb (1984, 1989), Les B.B. (1990, 1992), Les Respectables (2001, 2002) et Karkwa (2008, 2009) ont deux Prix à leur actif.

## Liste des lauréats
- 2024 - Les Cowboys Fringants
- 2023 - Les Cowboys Fringants
- 2022 - Salebarbes
- 2021 - Les Cowboys Fringants
- 2020 - Les Cowboys Fringants
- 2019 - Bleu Jeans Bleu
- 2018 - 2Frères
- 2017 - les sœurs Boulay
- 2016 - 2Frères
- 2015 - Galaxie
- 2014 - les sœurs Boulay
- 2013 - Mes Aïeux
- 2012 - Mes Aïeux
- 2011 - Les Cowboys Fringants
- 2010 - Mes Aïeux
- 2009 - Mes Aïeux
- 2008 - Karkwa
- 2007 - Mes Aïeux
- 2006 - Kaïn
- 2005 - Les Trois Accords
- 2004 - Les Cowboys Fringants
- 2003 - Les Cowboys Fringants
- 2002 - Les Respectables
- 2001 - Les Respectables
- 2000 - La Chicane
- 1999 - Les Colocs
- 1998 - Dubmatique
- 1997 - Zébulon
- 1996 - Noir Silence
- 1995 - Beau Dommage
- 1994 - Les Colocs
- 1993 - Les Colocs
- 1992 - Les B.B.
- 1991 - Vilain Pingouin
- 1990 - Les B.B.
- 1989 - Uzeb
- 1988 - Madame
- 1987 - Nuance
- 1986 - Nuance
- 1985 - The Box
- 1984 - Uzeb
- 1983 - Men Without Hats
- 1982 - Corbeau
- 1981 - Corbeau
- 1980 - Offenbach
- 1979 - Fiori-Séguin

Source : ASDIQ